# 澤大介
澤 大介（さわ だいすけ、1972年8月30日 - ）は、三重県名張市出身の競艇選手。79期。登録番号は3852。

## 経歴・人物
- 1996年11月21日に津競艇場でデビュー。
- 元々カドからのまくり差しを得意としてきた澤だが、2003年頃からどの艇番でも6コースから進入し、内の5艇を豪快にまくるレースに徹するようになる。伸び足を最重要視し、独自の伸び型プロペラの開発、またチルト角度は出場する競艇場の限界角度まで跳ね上げている。同じ6コースアウト屋の阿波勝哉とは同期。
- 2005年2月11日、津競艇場で行われたGIレース（第50回東海地区選手権競走）に初出場。
- 2008年2月3日、津競艇場にて悲願の初優勝を達成（通算2395走目）。優勝戦も6コース進入からのまくりで勝負を決めた。このときの1号艇乗艇選手は同じ三重支部でSG優勝経験者でもある井口佳典で澤は3号艇であった。
- 2009年前期にデビュー以来初のA1級に昇格した。
- 初優勝を決めたちょうど1年後の2009年2月3日、津競艇場で行われた第54回東海地区選手権競走の初日第2レースでGIレース初勝利。6コース進入からのまくり差しで勝負を決めた。なお、澤はこのレースでも3号艇であった。

## エピソード
- 趣味は離島旅行。フライング休みの度に沖縄や小笠原諸島などへ出かけている。
- フライング休み中に趣味に講じている様子をブログに書きすぎて、競艇関係者から『仕事の話も書きなさい』と注意を受けたことがある。
- 弟子に小学校教師から競艇選手になった坂井田晃（登録番号4591）がいる。
- 2021年2月にアウト屋を引退することを宣言。以後はインコースを積極的に取りにいく姿が見られる。本人によれば「2012年にプロペラが選手持ち（持ちペラ制）からオーナープロペラに変わったあたりから厳しい状況になり、アウト屋のプライドとか言うてる点数(勝率)じゃなくなってきた」という事情がある[1]。